# ارکستر سمفونیک مسکو
ارکستر سمفونیک مسکو یک ارکستر سمفونیک غیردولتی در روسیه است که در سال ۱۹۸۹ توسط النا و مارینا لوین تأسیس شده‌است. نوازندگان آن شامل فارغ التحصیلانی از موسساتی مانند کنسرواتوار مسکو، کنسرواتوار کیف و کنسرواتوار سنت پترزبورگ هستند. ارکستر بیش از ۱۰۰ سی دی از اجراهایشان را منتشر کرده‌است. مدیر فعلی آن، آرتور آرنولد، رهبر ارکستر اهل هلند است. مدیران موسیقی گذشته آنتونیو د المیرا (فرانسه) و ولادیمیر زیوا (روسیه) بودند.